# Гонсалес Видаль, Юри
Юри Гонсалес Видаль (исп. Yuri González Vidal; род. 12 января 1981) — кубинский шахматист, гроссмейстер (2009).
Чемпион Кубы (2018).
Бронзовый призёр 14-го чемпионата Американского континента (2019) в Сан-Паулу. 
Участник 2-х Кубков мира по шахматам (2017, 2019) — оба раза выбыл из борьбы в первом круге, уступив Пентале Харикришне.
В составе сборной Кубы участник следующих соревнований:
- 2 шахматные олимпиады (2014, 2018).
- Командный чемпионат мира 2015 года в г. Цахкадзоре (Армения).

## Изменения рейтинга
| Графики недоступны из-за технических проблем. См. информацию на Фабрикаторе и на mediawiki.org. |